# Chorizanthe rectispina
Chorizanthe rectispina là một loài thực vật có hoa trong họ Rau răm. Loài này được Goodman mô tả khoa học đầu tiên năm 1934.